# Jakob II Putrich
Jakob II Putrich (1523 – Berchtesgaden, 12 dicembre 1594) fu principe-prevosto di Berchtesgaden.

## Biografia

### I primi anni e l'ingresso nel canonicato
Entrato nell'ordine dei canonici agostiniani, Jakob Putrich divenne a partire dal 1558 coadiutore del principe-prevosto Wolfgang II Griesstätter zu Haslach, prescelto dal capitolo in quanto si dimostrò essere "il più acculturato e l'uomo più espero di cose mondane e spirituali". Tale nomina da parte del capitolo fu già un presagire la sua elezione a principe-prevosto, ma è pur vero che per ottenere e mantenere il favore di quello stesso capitolo egli dovette fare promessa di aumentare ai canonici il loro reddito, concedendo loro anche una migliore sistemazione. Inoltre, egli dovette concedere al monastero stesso la presenza stabile di un predicatore al fine di evitare ai monaci questa incombenza.

### L'elezione a principe-prevosto
Queste concessioni si reificarono in maniera decisiva a partire dal 1567 quando Jakob Putrich venne eletto principe-prevosto. Il cedere a questi compromessi col capitolo fece sì che il ruolo del principe-prevosto venisse sempre più confinato ad una carica onorifica completamente succube delle posizioni del clero locale che era intenzionato a vivere una vita il più possibile mondana e meno spirituale.
In campo amministrativo, egli si dimostrò comunque attivo facendo costruire il palazzo di Etzerschloss a partire dal 1574 (poi demolito nel 1960) come residenza estiva e luogo di rifugio della popolazione locale in caso di epidemie come la peste, all'epoca piuttosto frequente.
Durante il suo regno si verificò anche un avvenimento scioccante: il 24 agosto 1583, mentre i monaci cenavano insieme nella sala da pranzo del monastero, dopo un diverbio, il cappellano Caspar Pritzner si avventò contro il canonico Georg von Weißenburg con un coltello per poi ucciderlo. L'omicifa venne subito preso in custodia e l'incidente venne prontamente segnalato a Roma. L'arcivescovo di Salisburgo Johann Jakob von Kuen-Belasy, si preoccupò subito di istituire un tribunale speciale con alcuni abati e prevosti del salisburghese per giudicare l'accaduto, sessione di giustizia che si riunì nel febbraio 1585 condannando il sacerdote all'estromissione dal sacerdozio ed alla condanna a cinque anni di carcere, sebbene nel 1588 Pritzner riuscì a fuggire dal carcere facendo poi perdere le sue tracce.

### I contrasti con l'arcivescovo di Salisburgo
Nel 1587, sulla scia dello spiacevole episodio verificatosi qualche anno prima, il neoeletto arcivescovo salisburghese Wolf Dietrich von Raitenau tentò come altri suoi predecessori e successori di annettere il prevostato di Berchtesgadener direttamente al territorio dell'arcivescovato di Salisburgo. Per fare ciò, l'arcivescovo di Salisburgo iniziò ad aumentare il prezzo del sale di modo da ridurre in rovina le finanze del prevostato di modo da far sì che la popolazione stessa richiedesse l'annessione all'arcidiocesi vicina. Puttrich a questo punto tentò di negoziare ma senza successo ed accolse allora l'aiuto del vicino duca Guglielmo V di Baviera che normalizzò i prezzi locali proponendosi come distributore ufficiale di sale per il prevostato, mettendo così in crisi l'economia del salisburghese. Ad ogni modo, le mire del duca di Baviera erano precise e poco dopo non tardò a chiarificarle quando lo stesso Putrich nominò suo coadiutore il giovane principe Ferdinando di Baviera, di appena dodici anni nel 1591. Per tutta risposta a tale atto, l'arcivescovo di Salisburgo inviò a Berchtesgaden le sue truppe per prendere possesso del principato e nello specifico per catturarne il principe-prevosto al fine di costringerlo a ritrattare a Salisburgo, ma Putrich era già fuggito a Monaco di Baviera sotto la protezione del duca. Nel 1591 un contrattacco del duca Guglielmo V riportò il prevostato alla sua indipendenza, riponendo sul trono Putrich che vi rimase per i successivi tre anni.
Jakob Putrich morì il 12 dicembre 1594 a Berchtesgaden.